# Дух (филм из 2008)
Дух (у оригиналу рус. Домовой) је руски психолошки трилер из 2008. у режији Карена Оганесјана. 
Руска премијера одржана је 12. августа 2008. у склопу филмског фестивала у Виборгу, док је међународна премијера одржана 6. септембра исте године на фестивалу у Торонту. 
Малу, али изразито квалитетну глумачку поставу предводе вишеструко награђивани Константин Хабенски (у Адмиралу тумачио улогу адмирала Александра Колчака) као аутор бестселера Антон Праченко, Владимир Машков као плаћени убица („Дух“) и Чулпан Хаматова као Праченкова девојка. 

## Синопсис
Успешан писац и аутор бројних крими бестселера Антон Праченко (Константин Хабенски) запада у стваралачку кризу. Његови нови романи су све лошији, а од старе славе се не живи. Уз све то јављају се и породични проблеми, шестогодишњи син је у менталној установи, свађе са Виком (девојка, Чулпан Хаматова) су свакодневна појава. 
Игром случаја, након још једне неуспешне промоције књиге у локалној књижари, са прозора присуствује уличном убиству. Од тог тренутка у Праченку се рађа инспирација, „Дух“ (Владимир Машков) који на улици хладнокрвно убија двоје људи постаје његова опсесија, његова инспирација, стварни живот. 
Антон се упознаје са мистериозним убицом, стапа се са његовом личношћу. Што му је ближи то његова књига све више и више расте, нове странице се нижу једна за другом. Али Антон жели још, жели да уђе у „кожу“ Духа, жели да на свет и на „посао“ гледа кроз његове очи. Угледни списатељ тако постаје мистериозни и насилни Дух. 
Дух Антону предлаже да прати случајног пролазника, да сазна све о њему, укратко да се понаша као прави убица. Међутим мета је била стварна, случајни пролазник је био циљ, посао који је Дух и завршио. Антон који је све то записивао у својој књизи постаје главни и једини осумњичени за тај злочин. Сада је не само на мети полиције него и локалних мафијаша са којима је „мистериозни случајни пролазник“ био у вези. 
Стварни убица киднапује Антона, затвара га у неку страћару и прети одмаздом према његовој девојци и сину. Психолошки рат између њих двојице је ту на врхунцу. Антон мора и да заврши књигу, јер и то је предмет уцене. Док Дух смакиње очевице догађаја, Антон завршава књигу. На крају Дух постаје жртва властите игре. Страћара која је требало да буде Антонов гроб постаје његов гроб.
Књига о Духу постаје велики хит, а убица урбана легенда. Филм завршава класичним „хепи ендом“ а порука На улици никад ниси сам (рус. Ты на улице не один…) одражава цео контест филма у једној реченици. 

## Улоге
| Глумац               | Улога                              |
| -------------------- | ---------------------------------- |
| Константин Хабенски  | Антон Праченко, писац крими романа |
| Владимир Машков      | Дух, плаћени убица                 |
| Чулпан Хаматова      | Вика, Антонова девојка             |
| Виталиј Кишенко      | Инспектор Сњесарев                 |
| Армен Џигарханјан    | Олигарх                            |
| Александар Адабашјан | Уредник издавачке куће             |

## Рецензије на филм
- приступљено 1. фебруара 2012.
- — приступљено 1. фебруара 2012.